# Округ Пухов
Округ Пухов (слч. Okres Púchov) округ је у Тренчинском крају, у Словачкој Републици. Административно средиште округа је град Пухов.

## Географија
Налази се у сјеверном дијелу Тренчинског краја.
Граничи:
- на сјеверу и западу је Чешка,
- источно Округ Повашка Бистрица,
- јужно Округ Илава.

Клима је умјерено континентална.

## Становништво
| Година:    | 1994.  | 2004.   | 2014.   | 2024.   |
| ---------- | ------ | ------- | ------- | ------- |
| Број људи: | 45 597 | 45 641  | 44 537  | 43 483  |
| Разлика:   |        | +0,09 % | -2,41 % | -2,36 % |

| Година:    | 2023.  | 2024.   |
| ---------- | ------ | ------- |
| Број људи: | 43 710 | 43 483  |
| Разлика:   |        | -0,51 % |

Према подацима о броју становника из 2011. године округ је имао 44.666 становника. Словаци чине 93,37% становништва.
| Етнички састав (2011)‍ | Етнички састав (2011)‍ | Етнички састав (2011)‍ | Етнички састав (2011)‍ | Етнички састав (2011)‍ |
| --------------------- | --------------------- | --------------------- | --------------------- | --------------------- |
|                       |                       |                       |                       |                       |
| Словаци               | Словаци               |                       | 0                     | 93,37%                |
| Чеси                  | Чеси                  |                       | 0                     | 0,58%                 |
| остали, непознато     | остали, непознато     |                       | 0                     | 6,05%                 |

## Насеља
У округу се налази један град и 20 насељених мјеста.